# 羅巴斯
羅巴斯（德語：Rorbas）是瑞士联邦苏黎世州比拉赫区的市镇。该市镇面积为4.44平方千米，海拔高度395米，2018年12月31日人口数为2,828。

## 外部連結
- 罗巴斯官方网站 （德文）